# 丽纹腹链蛇
丽纹腹链蛇（学名：Hebius optata）为水游蛇科东亚腹链蛇属的爬行动物。在中国大陆，分布于湖南、广西、四川、贵州等地，多栖息于山区以及栖溪涧或其附近草丛中。其生存的海拔范围为416至1000米。该物种的模式产地在四川峨嵋山。

## 保护
本种于2023年被收录入《有重要生态、科学、社会价值的陆生野生动物名录》。